# Shining Hearts: Shiawase no Pan
Shining Hearts: Shiawase no Pan (シャイニング・ハーツ ～幸せのパン～?) è una serie televisiva anime prodotta dalla Production I.G e trasmessa in Giappone a partire dal 12 aprile 2012. La serie è ispirata al videogioco Shining Hearts.

## Trama
Il giovane Rick vive sulla pacifica isola di Wyndaria, sulla quale convivono con gli umani varie altre razze, come gli elfi e gli uomini-bestia. Tuttavia Rick non ha alcuna memoria della sua vita passata, ed è stato tratto in salvo dal mare dalle tre sorelle che gestiscono un rinomato panificio dell'isola, che lo prendono a vivere e lavorare con loro. Tuttavia quando in cielo si alza una minacciosa luna rossa e soffia un vento micidiale, tutti quanti saranno risucchiati in un vortice di strani eventi.

## Personaggi e doppiatori
Il cast di doppiatori dell'anime è lo stesso del videogioco, tranne per il fatto che i personaggi di Neris (ネリス?, Nerisu) e Airy (エアリィ?, Earii) sono doppiate da Mai Aizawa e Shiori Mikami, e non entrambe da Kanae Itō, che nel videogioco doppiava tutte e tre le ragazze, mentre nell'anime ha unicamente il ruolo di Amil (アミル?, Amiru). A differenza del gioco, inoltre, le tre ragazze non sono sorelle e quindi hanno differenti cognomi: Airy Adetto, Amil Manafurea, e Neris Firiam.
- Hiroshi Kamiya: Rick
- Kanae Itō: Amil
- Mai Aizawa: Neris
- Shiori Mikami: Airy
- Chiwa Saitō: Xiao Mei
- Hikaru Midorikawa: Ragnus
- Hiroko Emori: Madera
- Hiroshi Kamiya: Alvin
- Houko Kuwashima: Kaguya
- Izumi Kitta: Queen
- Kazuya Nakai: Dylan
- Masaharu Satou: Hank
- Rie Kugimiya: Melty
- Ryou Hirohashi: Lana
- Tomoko Kaneda: Sorbe
- Yui Horie: Rufina

## Episodi
| Nº | Giapponese 「Kanji」 - Rōmaji               | In onda        | In onda |
| Nº | Giapponese 「Kanji」 - Rōmaji               | Giapponese     |         |
| 1  | 「ル・クールへようこそ」 - Ru kūru e yōkoso | 12 aprile 2012 |         |
| 2  | 「嵐の日」 - Arashi no hi                   | 19 aprile 2012 |         |
| 3  | 「灯火管制」 - Tomoshibi kansei             | 26 aprile 2012 |         |
| 4  | 「機械人形」 - Kikai ningyō                 | 3 maggio 2012  |         |
| 5  | 「とろけるような」 - Torokeru yōna          | 10 maggio 2012 |         |
| 6  | 「王子からの依頼」 - Ōji kara no irai       | 17 maggio 2012 |         |
| 7  | 「それぞれのココロ」 - Sorezore no Kokoro   | 24 maggio 2012 |         |
| 8  | 「漂流人」 - Hyōryū hito                    | 31 maggio 2012 |         |
| 9  | 「怪盗再び」 - Kaitō futatabi               | 7 giugno 2012  |         |
| 10 | 「異世界からの使者」 - Isekai karano shisha | 14 giugno 2012 |         |
| 11 | 「決戦」 - Kessen                           | 21 giugno 2012 |         |
| 12 | 「幸せのパン」 - Shiawase no pan            | 28 giugno 2012 |         |

## Colonna sonora
Sigla di apertura
- Jisei-kai ~Toki Sekai~ (時世界～トキセカイ～?) cantata da Kanae Itō, Mai Aizawa e Shiori Mikami

Sigla di chiusura
- Fuwaffuwa no Mahou (ふわっふわのまほう?) cantata da Kanae Itō, Mai Aizawa e Shiori Mikami